# 1755

## Събития
- 1 ноември – Лисабонско земетресение: Лисабон е почти напълно разрушен, загиват между 60 и 100 хил. души

## Родени
- Робърт Кер, шотландски писател
- 11 януари – Александър Хамилтън, Американски политик
- 10 април – Самуел Ханеман, създател на хомеопатията
- 2 ноември – Мария-Антоанета, кралица на Франция и Навара

## Починали
- 10 февруари – Шарл дьо Монтескьо, френски мислител